# Tenis na Letních olympijských hrách 2012 – ženská čtyřhra
Ženská čtyřhra na Letních olympijských hrách 2012 probíhala v areálu londýnského All England Lawn Tennis and Croquet Clubu, tradičním dějišti třetího grandslamu sezóny Wimbledonu. Soutěž se konala v období od 28. července do 5. srpna 2012 na travnatých dvorcích, poprvé na tomto povrchu od znovuzařazení tenisu do rodiny olympijských sportů v roce 1988.
Turnaj pořádaly Mezinárodní tenisová federace a Mezinárodní olympijský výbor. Do soutěže mělo nastoupit 32 dvojic, ale po odhlášení Ukrajinek Aljony a Kateryny Bondarenkových nebyl 32. pár nominován a soutěže se účastnilo pouze 31 dvojic. Body do deblového žebříčku WTA hráčky nezískaly. Zápasy probíhaly na dva vítězné sety, včetně zápasů o olympijské medaile. Tiebreak rozhodoval všechny sety za stavu her 6:6 vyjma rozhodujícího setu, v němž se pokračovalo celými gamy až do zisku rozdílu dvou her.
Obhájcem zlaté medaile z LOH 2008 v Pekingu byla americká dvojice sester Sereny a Venus Williamsových, které necelý měsíc před zahájením této soutěže na olympijském sportovišti vyhrály ženskou čtyřhru a Serena také dvouhru Wimbledonu 2012.
Vítězkami se staly sestry Williamsovy a potřetí tak získaly zlaté medaile v této olympijské soutěži, když předchozí turnaje vyhrály v letech 2000 a 2008 (v Athénách 2004 jako pár nestartovaly). V londýnském finále, které mělo stejné složení jako o měsíc dříve hraný poslední zápas ve Wimbledonu 2012, Američanky přehrály český pár Andrea Hlaváčková a Lucie Hradecká ve dvou setech, který tak získal stříbrné medaile.

## Harmonogram
| Datum          | 28. července | 29. července | 30. července       | 31. července | 1. srpna               | 2. srpna    | 3. srpna   | 4. srpna   | 5. srpna          |
| Zahájení       | 11:30        | 11:30        | 11:30              | 11:30        | 11:30                  | 11:30       | 12:00      | 12:00      | 12:00             |
| -------------- | ------------ | ------------ | ------------------ | ------------ | ---------------------- | ----------- | ---------- | ---------- | ----------------- |
| ženská čtyřhra | 1. kolo      | 1. kolo      | 1. kolo osmifinále | osmifinále   | osmifinále čtvrtfinále | čtvrtfinále | semifinále | semifinále | o 3. místo finále |

## Soutěž ženské čtyřhry

### Nasazení párů
1. Liezel Huberová (USA) /  Lisa Raymondová (USA) (semifinále)
2. Sara Erraniová (ITA) /  Roberta Vinciová (ITA) (čtvrtfinále)
3. Maria Kirilenková (RUS) /  Naděžda Petrovová (RUS) (semifinále, bronzová medaile)
4. Andrea Hlaváčková (CZE) /  Lucie Hradecká (CZE) (finále, stříbrná medaile)
5. Angelique Kerberová (GER) /  Sabine Lisická (GER) (2. kolo)
6. Jekatěrina Makarovová (RUS) /  Jelena Vesninová (RUS) (čtvrtfinále)
7. Flavia Pennettaová (ITA) /  Francesca Schiavoneová (ITA) (2. kolo)
8. Nuria Llagosteraová Vivesová (ESP) /  María José Martínezová Sánchezová (ESP) (2. kolo)

### Pavouk
| Legenda                                                                    |                                                |                           |
| - IP – pozvání ITF - INV – pozvání Tripartitní komise - d – diskvalifikace | - Alt – náhradník - r – skreč - w/o – bez boje | - PR – žebříčková ochrana |

#### Finálová fáze
|  | Semifinále | Semifinále                                         | Semifinále                                         | Semifinále | Semifinále |   |                                                | Finále o zlatou medaili                       | Finále o zlatou medaili                           | Finále o zlatou medaili   | Finále o zlatou medaili   | Finále o zlatou medaili   |
|  |            |                                                    |                                                    |            |            |   |                                                |                                               |                                                   |                           |                           |                           |
|  | 1          | Liezel Huberová (USA) · Lisa Raymondová (USA)      | 1                                                  | 62         |            |   |                                                |                                               |                                                   |                           |                           |                           |
|  | 4          | Andrea Hlaváčková (CZE) · Lucie Hradecká (CZE)     | 6                                                  | 7          |            |   |                                                |                                               |                                                   |                           |                           |                           |
|  | 4          | Andrea Hlaváčková (CZE) · Lucie Hradecká (CZE)     | 6                                                  | 7          |            | 4 | Andrea Hlaváčková (CZE) · Lucie Hradecká (CZE) | 4                                             | 4                                                 |                           |                           |                           |
|  |            |                                                    |                                                    |            |            | 4 | Andrea Hlaváčková (CZE) · Lucie Hradecká (CZE) | 4                                             | 4                                                 |                           |                           |                           |
|  |            |                                                    | Serena Williamsová (USA) · Venus Williamsová (USA) | 6          | 6          |   |                                                |                                               |                                                   |                           |                           |                           |
|  | 3          | Maria Kirilenková (RUS) · Naděžda Petrovová (RUS)  | Serena Williamsová (USA) · Venus Williamsová (USA) | 6          | 6          | 5 | 4                                              |                                               |                                                   |                           |                           |                           |
|  | 3          | Maria Kirilenková (RUS) · Naděžda Petrovová (RUS)  |                                                    |            |            | 5 | 4                                              |                                               |                                                   |                           |                           |                           |
|  |            | Serena Williamsová (USA) · Venus Williamsová (USA) | 7                                                  | 6          |            |   |                                                | Zápas o bronzovou medaili                     | Zápas o bronzovou medaili                         | Zápas o bronzovou medaili | Zápas o bronzovou medaili | Zápas o bronzovou medaili |
|  |            |                                                    |                                                    |            |            |   | 1                                              | Liezel Huberová (USA) · Lisa Raymondová (USA) | 6                                                 | 4                         | 1                         |                           |
|  |            |                                                    |                                                    |            |            |   |                                                | 3                                             | Maria Kirilenková (RUS) · Naděžda Petrovová (RUS) | 4                         | 6                         | 6                         |

#### Horní polovina
| První kolo | První kolo                                        | První kolo | První kolo | První kolo |  |  | Druhé kolo | Druhé kolo                            | Druhé kolo | Druhé kolo | Druhé kolo |  |  | Čtvrtfinále | Čtvrtfinále                           | Čtvrtfinále | Čtvrtfinále | Čtvrtfinále |  |  | Semifinále | Semifinále                            | Semifinále | Semifinále | Semifinále |
|            |                                                   |            |            |            |  |  |            |                                       |            |            |            |  |  |             |                                       |             |             |             |  |  |            |                                       |            |            |            |
|            |                                                   |            |            |            |  |  |            |                                       |            |            |            |  |  |             |                                       |             |             |             |  |  |            |                                       |            |            |            |
|            |                                                   |            |            |            |  |  | 1          | L Huber (USA) · L Raymond (USA)       | 6          | 7          |            |  |  |             |                                       |             |             |             |  |  |            |                                       |            |            |            |
|            | A Radwańska (POL) · U Radwańska (POL)             | 6          | 6          |            |  |  |            | A Radwańska (POL) · U Radwańska (POL) | 4          | 63         |            |  |  |             |                                       |             |             |             |  |  |            |                                       |            |            |            |
|            | D Cibulková (SVK) · D Hantuchová (SVK)            | 2          | 1          |            |  |  |            |                                       |            |            |            |  |  | 1           | L Huber (USA) · L Raymond (USA)       | 6           | 6           |             |  |  |            |                                       |            |            |            |
|            | J Görges (GER) · A-L Grönefeld (GER)              | 6          | 6          |            |  |  |            |                                       |            |            |            |  |  | 6           | J Makarova (RUS) · J Vesnina (RUS)    | 3           | 3           |             |  |  |            |                                       |            |            |            |
| IP         | E Baltacha (GBR) · A Keothavong (GBR)             | 3          | 1          |            |  |  |            | J Görges (GER) · A-L Grönefeld (GER)  | 2          | 1          |            |  |  |             |                                       |             |             |             |  |  |            |                                       |            |            |            |
|            | J Gajdošová (AUS) · A Rodionova (AUS)             | 1          | 4          |            |  |  | 6          | J Makarova (RUS) · J Vesnina (RUS)    | 6          | 6          |            |  |  |             |                                       |             |             |             |  |  |            |                                       |            |            |            |
| 6          | J Makarova (RUS) · J Vesnina (RUS)                | 6          | 6          |            |  |  |            |                                       |            |            |            |  |  |             |                                       |             |             |             |  |  | 1          | L Huber (USA) · L Raymond (USA)       | 1          | 62         |            |
| 4          | A Hlaváčková (CZE) · L Hradecká (CZE)             | 6          | 65         | 6          |  |  |            |                                       |            |            |            |  |  |             |                                       |             |             |             |  |  | 4          | A Hlaváčková (CZE) · L Hradecká (CZE) | 6          | 7          |            |
| IP         | T Babos (HUN) · Á Szávay (HUN)                    | 1          | 7          | 2          |  |  | 4          | A Hlaváčková (CZE) · L Hradecká (CZE) | 6          | 6          |            |  |  |             |                                       |             |             |             |  |  |            |                                       |            |            |            |
|            | Li Na (CHN) · Š Čang (CHN)                        | 6          | 6          |            |  |  |            | Li Na (CHN) · Š Čang (CHN)            | 3          | 1          |            |  |  |             |                                       |             |             |             |  |  |            |                                       |            |            |            |
|            | G Dulko (ARG) · P Suárez (ARG)                    | 4          | 2          |            |  |  |            |                                       |            |            |            |  |  | 4           | A Hlaváčková (CZE) · L Hradecká (CZE) | 6           | 6           |             |  |  |            |                                       |            |            |            |
| IP         | R Čakravárthí (IND) · S Mirza (IND)               | 1          | 6          | 1          |  |  |            |                                       |            |            |            |  |  | IP          | Ť-žung Čuang (TPE) · Sie Šu-wej (TPE) | 3           | 4           |             |  |  |            |                                       |            |            |            |
| IP         | Ť-žung Čuang (TPE) · Sie Šu-wej (TPE)             | 6          | 3          | 6          |  |  | IP         | Ť-žung Čuang (TPE) · Sie Šu-wej (TPE) | 63         | 7          | 6          |  |  |             |                                       |             |             |             |  |  |            |                                       |            |            |            |
|            | A Medina Garrigues (ESP) · A Parra Santonja (ESP) | 5          | 4          |            |  |  | 7          | F Pennetta (ITA) · F Schiavone (ITA)  | 7          | 5          | 4          |  |  |             |                                       |             |             |             |  |  |            |                                       |            |            |            |
| 7          | F Pennetta (ITA) · F Schiavone (ITA)              | 7          | 6          |            |  |  |            |                                       |            |            |            |  |  |             |                                       |             |             |             |  |  |            |                                       |            |            |            |

#### Dolní polovina
| První kolo | První kolo                                           | První kolo | První kolo | První kolo |  |  | Druhé kolo | Druhé kolo                                           | Druhé kolo | Druhé kolo | Druhé kolo |  |  | Čtvrtfinále | Čtvrtfinále                         | Čtvrtfinále | Čtvrtfinále | Čtvrtfinále |  |  | Semifinále | Semifinále                          | Semifinále | Semifinále | Semifinále |
|            |                                                      |            |            |            |  |  |            |                                                      |            |            |            |  |  |             |                                     |             |             |             |  |  |            |                                     |            |            |            |
| 8          | N Llagostera Vives (ESP) · MJ Martínez Sánchez (ESP) | 6          | 6          |            |  |  |            |                                                      |            |            |            |  |  |             |                                     |             |             |             |  |  |            |                                     |            |            |            |
|            | C Dellacqua (AUS) · S Stosur (AUS)                   | 1          | 1          |            |  |  | 8          | N Llagostera Vives (ESP) · MJ Martínez Sánchez (ESP) | 4          | 2          |            |  |  |             |                                     |             |             |             |  |  |            |                                     |            |            |            |
|            | Š Pcheng (CHN) · Ť Čeng (CHN)                        | 6          | 63         | 6          |  |  |            | Š Pcheng (CHN) · Ť Čeng (CHN)                        | 6          | 6          |            |  |  |             |                                     |             |             |             |  |  |            |                                     |            |            |            |
| IP         | A Cornet (FRA) · K Mladenovic (FRA)                  | 1          | 7          | 3          |  |  |            |                                                      |            |            |            |  |  |             | Š Pcheng (CHN) · Ť Čeng (CHN)       | 5           | 7           | 4           |  |  |            |                                     |            |            |            |
|            | J Švedova (KAZ) · G Voskobojeva (KAZ)                | 6          | 6          |            |  |  |            |                                                      |            |            |            |  |  | 3           | M Kirilenko (RUS) · N Petrova (RUS) | 7           | 6           | 6           |  |  |            |                                     |            |            |            |
| IP         | S Dubois (CAN) · A Wozniak (CAN)                     | 2          | 0          |            |  |  |            | J Švedova (KAZ) · G Voskobojeva (KAZ)                | 3          | 2          |            |  |  |             |                                     |             |             |             |  |  |            |                                     |            |            |            |
|            | K Jans-Ignacik (POL) · A Rosolska (POL)              | 7          | 3          | 2          |  |  | 3          | M Kirilenko (RUS) · N Petrova (RUS)                  | 6          | 6          |            |  |  |             |                                     |             |             |             |  |  |            |                                     |            |            |            |
| 3          | M Kirilenko (RUS) · N Petrova (RUS)                  | 65         | 6          | 6          |  |  |            |                                                      |            |            |            |  |  |             |                                     |             |             |             |  |  | 3          | M Kirilenko (RUS) · N Petrova (RUS) | 5          | 4          |            |
| 5          | A Kerber (GER) · S Lisicki (GER)                     | 1          | 6          | 6          |  |  |            |                                                      |            |            |            |  |  |             |                                     |             |             |             |  |  |            | S Williams (USA) · V Williams (USA) | 7          | 6          |            |
| IP         | L Robson (GBR) · H Watson (GBR)                      | 6          | 4          | 3          |  |  | 5          | A Kerber (GER) · S Lisicki (GER)                     | 2          | 5          |            |  |  |             |                                     |             |             |             |  |  |            |                                     |            |            |            |
|            | S Cîrstea (ROU) · S Halep (ROU)                      | 3          | 2          |            |  |  |            | S Williams (USA) · V Williams (USA)                  | 6          | 7          |            |  |  |             |                                     |             |             |             |  |  |            |                                     |            |            |            |
|            | S Williams (USA) · V Williams (USA)                  | 6          | 6          |            |  |  |            |                                                      |            |            |            |  |  |             | S Williams (USA) · V Williams (USA) | 6           | 6           |             |  |  |            |                                     |            |            |            |
| IP         | M Čachnašvili (GEO) · A Tatišvili (GEO)              | 60         | 6          | 2          |  |  |            |                                                      |            |            |            |  |  | 2           | S Errani (ITA) · R Vinci (ITA)      | 1           | 1           |             |  |  |            |                                     |            |            |            |
|            | A Klepač (SLO) · K Srebotnik (SLO)                   | 7          | 3          | 6          |  |  |            | A Klepač (SLO) · K Srebotnik (SLO)                   | 5          | 6          | 4          |  |  |             |                                     |             |             |             |  |  |            |                                     |            |            |            |
|            | P Cetkovská (CZE) · L Šafářová (CZE)                 | 2          | 3          |            |  |  | 2          | S Errani (ITA) · R Vinci (ITA)                       | 7          | 4          | 6          |  |  |             |                                     |             |             |             |  |  |            |                                     |            |            |            |
| 2          | S Errani (ITA) · R Vinci (ITA)                       | 6          | 6          |            |  |  |            |                                                      |            |            |            |  |  |             |                                     |             |             |             |  |  |            |                                     |            |            |            |

## Kvalifikované dvojice
Dne 26. června 2012 Mezinárodní tenisová federace oznámila kvalifikované dvojice do olympijského turnaje. Do soutěže ženské čtyřhry se automaticky kvalifikovalo prvních dvacet čtyři párů v kombinovaném žebříčku WTA (viz Legenda) z pondělní klasifikace z 11. června 2012 s podmínkou maximálně dvou párů na jednu zemi (pár tvořily tenistky z jednoho národního olympijského výboru).
Hráčky, které byly klasifikovány mezi nejlepšími deseti tenistkami jednotlivkyň deblového žebříčku (nikoli v žebříčku párů), měly automaticky zajištěný start s možností výběru spoluhráčky-krajanky, přestože jako dvojice nemusely splňovat kritérium umístění do 24. místa v kombinovaném žebříčku WTA. Zbylých osm míst do počtu 32 párů soutěže získalo pozvání ve formě divoké karty od Olympijského výboru ITF.
| Č.                                                      | KŽ                                                      | Žebříček WTA                                            | Hráčka                                                  | Žebříček WTA                                            | Hráčka                                                  | NOV                                                     |
| Automaticky kvalifikované hráčky Top 10 se spoluhráčkou | Automaticky kvalifikované hráčky Top 10 se spoluhráčkou | Automaticky kvalifikované hráčky Top 10 se spoluhráčkou | Automaticky kvalifikované hráčky Top 10 se spoluhráčkou | Automaticky kvalifikované hráčky Top 10 se spoluhráčkou | Automaticky kvalifikované hráčky Top 10 se spoluhráčkou | Automaticky kvalifikované hráčky Top 10 se spoluhráčkou |
| ------------------------------------------------------- | ------------------------------------------------------- | ------------------------------------------------------- | ------------------------------------------------------- | ------------------------------------------------------- | ------------------------------------------------------- | ------------------------------------------------------- |
| 1.                                                      |                                                         | 1.                                                      | Liezel Huberová                                         | 1.                                                      | Lisa Raymondová                                         | Spojené státy americké                                  |
| 2.                                                      |                                                         | 3.                                                      | Sara Erraniová^                                         | 3.                                                      | Roberta Vinciová^                                       | Itálie                                                  |
| 3.                                                      |                                                         | 5.                                                      | Katarina Srebotniková                                   |                                                         | Andreja Klepačová                                       | Slovinsko                                               |
| –                                                       |                                                         | 5.                                                      | Květa Peschkeová                                        |                                                         |                                                         | Česko                                                   |
| 4.                                                      |                                                         | 7.                                                      | Maria Kirilenková^                                      |                                                         | Naděžda Petrovová^                                      | Rusko                                                   |
| 5.                                                      |                                                         | 8.                                                      | Jaroslava Švedovová^                                    |                                                         | Galina Voskobojevová^                                   | Kazachstán                                              |
| –                                                       |                                                         | 9.                                                      | Vania Kingová                                           |                                                         |                                                         | Spojené státy americké                                  |
| 6.                                                      |                                                         | 10.                                                     | Jelena Vesninová                                        |                                                         | Jekatěrina Makarovová                                   | Rusko                                                   |
| Další kvalifikované dvojice                             |                                                         |                                                         |                                                         |                                                         |                                                         |                                                         |
| 7.                                                      | 24.                                                     | 9'.                                                     | Angelique Kerberová^                                    | 15'.                                                    | Sabine Lisická^                                         | Německo                                                 |
| 8.                                                      | 30.                                                     | 17.                                                     | Andrea Hlaváčková                                       | 13.                                                     | Lucie Hradecká                                          | Česko                                                   |
| 9.                                                      | 36.                                                     | 12'.                                                    | Dominika Cibulková^                                     | 24'.                                                    | Daniela Hantuchová^                                     | Slovensko                                               |
| 10.                                                     | 42.                                                     | 15.                                                     | Flavia Pennettaová^                                     | 27'.                                                    | Francesca Schiavoneová^                                 | Itálie                                                  |
| 11.                                                     | 44.                                                     | 16.                                                     | Nuria Llagosteraová Vivesová                            | 28.                                                     | María José Martínezová Sánchezová^                      | Španělsko                                               |
| 12.                                                     | 47.                                                     | 26.                                                     | Petra Cetkovská^                                        | 21.                                                     | Lucie Šafářová^                                         | Česko                                                   |
| 13.                                                     | 50.                                                     | 11.                                                     | Li Na^                                                  | 39.                                                     | Čang Šuaj                                               | Čína                                                    |
| 14.                                                     | 52.                                                     | 31.                                                     | Pcheng Šuaj^                                            | 21.                                                     | Čeng Ťie^                                               | Čína                                                    |
| 15.                                                     | 53.                                                     | 6.                                                      | Serena Williamsová^                                     | 47.                                                     | Venus Williamsová^                                      | Spojené státy americké                                  |
| 16.                                                     | 53.                                                     | 28'.                                                    | Anabel Medinaová Garriguesová^                          | 25.                                                     | Arantxa Parraová Santonjaová                            | Španělsko                                               |
| 17.                                                     | 57.                                                     | 36.                                                     | Jarmila Gajdošová                                       | 19.                                                     | Anastasia Rodionovová                                   | Austrálie                                               |
| 18.                                                     | 61.                                                     | 25'.                                                    | Julia Görgesová^                                        | 36.                                                     | Anna-Lena Grönefeldová                                  | Německo                                                 |
| 19.                                                     | 65.                                                     | 14.                                                     | Gisela Dulková                                          | 51.                                                     | Paola Suárezová                                         | Argentina                                               |
| 20.                                                     | 66.                                                     | 3'.                                                     | Agnieszka Radwańska^                                    | 63'.                                                    | Urszula Radwańská^                                      | Polsko                                                  |
| 21.                                                     | 67.                                                     | 62.                                                     | Casey Dellacquová                                       | 5'.                                                     | Samantha Stosurová^                                     | Austrálie                                               |
| –                                                       | 69.                                                     | 40.                                                     | Irina-Camelia Beguová^                                  | 29.                                                     | Monica Niculescuová^                                    | Rumunsko                                                |
| 22.                                                     | 90.                                                     | 49.                                                     | Klaudia Jansová-Ignaciková                              | 41.                                                     | Alicja Rosolská                                         | Polsko                                                  |
| 23.                                                     | 91.                                                     | 51.'                                                    | Sorana Cîrsteaová^                                      | 40.'                                                    | Simona Halepová^                                        | Rumunsko                                                |
| –                                                       | 102.                                                    | 36'PR                                                   | Aljona Bondarenková^                                    | 66'                                                     | Kateryna Bondarenková^                                  | Ukrajina                                                |
| 24.                                                     | volný los 1. nasazených do 2. kola                      | volný los 1. nasazených do 2. kola                      | volný los 1. nasazených do 2. kola                      | volný los 1. nasazených do 2. kola                      | volný los 1. nasazených do 2. kola                      | volný los 1. nasazených do 2. kola                      |
| Divoké karty ITF (ITF Invitation)                       |                                                         |                                                         |                                                         |                                                         |                                                         |                                                         |
| 25.                                                     |                                                         |                                                         | Stéphanie Duboisová                                     |                                                         | Aleksandra Wozniaková^                                  | Kanada                                                  |
| 26.                                                     |                                                         |                                                         | Čuang Ťia-žung                                          |                                                         | Sie Šu-wej^                                             | Tchaj-wan                                               |
| 27.                                                     |                                                         |                                                         | Alizé Cornetová^                                        |                                                         | Kristina Mladenovicová                                  | Francie                                                 |
| 28.                                                     |                                                         |                                                         | Margalita Čachnašviliová                                |                                                         | Anna Tatišviliová^                                      | Gruzie                                                  |
| 29.                                                     |                                                         |                                                         | Laura Robsonová                                         |                                                         | Heather Watsonová                                       | Velká Británie                                          |
| 30.                                                     |                                                         |                                                         | Tímea Babosová^                                         |                                                         | Ágnes Szávayová^                                        | Maďarsko                                                |
| 31.                                                     |                                                         |                                                         | Rušmi Čakravárthíová                                    |                                                         | Sania Mirzaová                                          | Indie                                                   |
| 32.                                                     |                                                         |                                                         | Anne Keothavongová^                                     |                                                         | Elena Baltachová^                                       | Velká Británie                                          |

Legenda
- KŽ – kombinovaný žebříček WTA ve čtyřhře představuje součet pořadí v této klasifikaci u dvou hráček tvořících jeden pár. Každé hráčce se započítalo vyšší umístění, na kterém figurovala buď ve dvouhře, nebo ve čtyřhře. Následný prostý součet obou umístění byl kritériem pro účast v soutěži. Dvojice s nejnižšími součty do 24. místa si tuto účast zajistily. Dalších osm míst přidělila párům ITF.
- žebříček WTA – postavení hráček na žebříčku WTA jednotlivkyň ve čtyřhře (nikoli párů)
- PR – žebříčková ochrana
- '  – hráčka je výše postavená na žebříčku WTA ve dvouhře a uvedeno je toto pořadí; v ostatních případech je uvedeno pořadí jednotlivkyň na žebříčku WTA ve čtyřhře
- ^ – hráčka se kvalifikovala také do soutěže ženské dvouhry

Poznámky
- Česká tenistka Květa Peschkeová měla jako hráčka první světové desítky deblového žebříčku WTA zajištěný start spolu s další krajankou. Své účasti se však vzdala ve prospěch sehraného páru Hlaváčková a Hradecká, protože stabilně nastupuje se Slovinkou Srebotnikovou.[4]
- Rumunský pár Irina-Camelia Beguová a Monica Niculescuová odstoupil pro zranění Niculescuové. Jejich místo zaujala ukrajinská sesterská dvojice Aljona a Kateryna Bondarenkovy, která původně obdržela divokou kartu ITF. Ta přešla na britský pár Anne Keothavongová a Elena Baltachová.[5]
- Poté, co došlo k odhlášení sester Bondarenkových pro zranění Aljony, ITF neurčila náhradníka – 32. pár, a první nasazená dvojice obdržela volný los do 2. kola.